# Ушковичівська сільська рада
| Ушковичівська сільська рада — колишній орган місцевого самоврядування у Перемишлянському районі Львівської області з адміністративним центром у с. Ушковичі. Історична дата утворення: в 1940 році. Водоймища на території, підпорядкованій даній раді: річка Погиблиця. Сільській раді підпорядковані населені пункти: - с. Ушковичі - с. Кимир - с. Неділиська - с. Чуперносів |

## Склад ради
Рада складається з 16 депутатів та голови.

### Керівний склад ради
| ПІБ                         | Основні відомості                                                                | Дата обрання | Дата звільнення |
| --------------------------- | -------------------------------------------------------------------------------- | ------------ | --------------- |
| Марущак Ярослав Тимофійович | Сільський голова, 1947 року народження, освіта, член Української Народної Партії | 26.03.2006   | 31.10.2010      |
| Горецький Петро Йосипович   | Сільський голова, 1958 року народження, освіта середня спеціальна, безпартійний  | 31.10.2010   |                 |

Примітка: таблиця складена за даними джерела